# هیدروکسی‌دیون
هیدروکسی‌دیون (به انگلیسی: Hydroxydione) با فرمول شیمیایی C۲۱H۳۲O۳ یک ترکیب شیمیایی با شناسه پاب‌کم ۲۵۷۶۳۰ است. که جرم مولی آن ۳۳۲٫۴۷۷ g/mol می‌باشد. 